# 京阪600系電車 (2代)
京阪600系電車（けいはん600けいでんしゃ）は、京阪電気鉄道（京阪）が1961年（昭和36年）より導入した通勤形電車である。

## 導入経緯
昭和30年代以降の高度経済成長に伴って京阪線沿線における宅地開発が急ピッチで進展し、ラッシュ時の混雑は深刻な状況に陥っていた。そのため、京阪においては輸送力の増強と速達化に寄与する複々線区間延伸・高架化工事を進めていたが、これは短期間で完了する性質のものではなく、即効性のある対処策が求められていた。そこで高加減速性能と両開3扉構造の18 m級大型車体を兼ね備えた2000系24両を1959年（昭和34年）に新製投入し、一定の効果を挙げていたが、これはラッシュ時に運行される全列車からすると微々たる両数でしかなく、1961年（昭和36年）以降も増備計画が立てられていたものの、直ちに十分な両数を用意するのは困難であった。
当時の京阪線においては、前述した2000系および1700系・1800系・1810系といった特急形車両各系列を別にすると、戦前から京阪神急行電鉄時代にかけて製造された、種々雑多な構造・設計の車両が混用されていた。これらはシステムが全く異なる800型などの一部小型車と、運輸省規格形電車である1300系を除くと、基本的に東洋電機製造TDK-517系電動機（端子電圧600 V時1時間定格出力72 kW、定格回転数705 rpm）と東洋電機製造ES-152・155系電動カム軸制御器、ウェスティングハウス・エア・ブレーキ (WABCO) 系の自動空気ブレーキで主要機器は統一されており、何ら制約なく相互に併結して運用が可能であった。
しかし、これらは車体長16 mの3扉車である500型（初代）、左右非対称構造の2扉車である600型・700型（いずれも初代）、17 m級2扉流線形車体の1000型（2代）・1100型と、車体形状・扉位置とも形式ごとに全く異なっていたことから、ラッシュ時の整列乗車は事実上不可能であり、乗降に手間取って列車遅延の要因となっていた。また、各形式とも戦中戦後の酷使が原因で車体の老朽化が進行しており、最も経年の高い500型については旧車体の台枠を流用する形で車体更新が実施されていたものの、小型車体は更新以前と変わらなかったことから輸送力増強には全く寄与せず、以後の車体更新の基本とするには適さないものであった。
以上の状況を鑑み、次期更新対象となった600型・700型の更新に際しては、京阪線初の本格的な通勤形電車として1957年（昭和32年）に新製された制御車1650型の設計を基本とした18 m級の全金属製3扉車体を台枠より新製し、種車の主要機器と組み合わせる形で更新を実施することとなった。こうして誕生した本系列は、1961年（昭和36年）から1965年（昭和40年）にかけて制御電動車600型601 - 606・611 - 626、中間電動車680型681 - 685、中間付随車650型651 - 664の計41両が製造された。さらに1964年（昭和39年）には前述の1650型を制御電動車化の上で630型631 - 640と改形式・改番して本系列に統合し、本系列に属する車両は計51両となった。
車体新製および機器艤装は600型22両全車・650型651 - 659・680型681 - 683がナニワ工機（後のアルナ工機）で、650型660 - 664・680型684・685が川崎車輌（現・川崎車両）でそれぞれ実施された。

## 車体

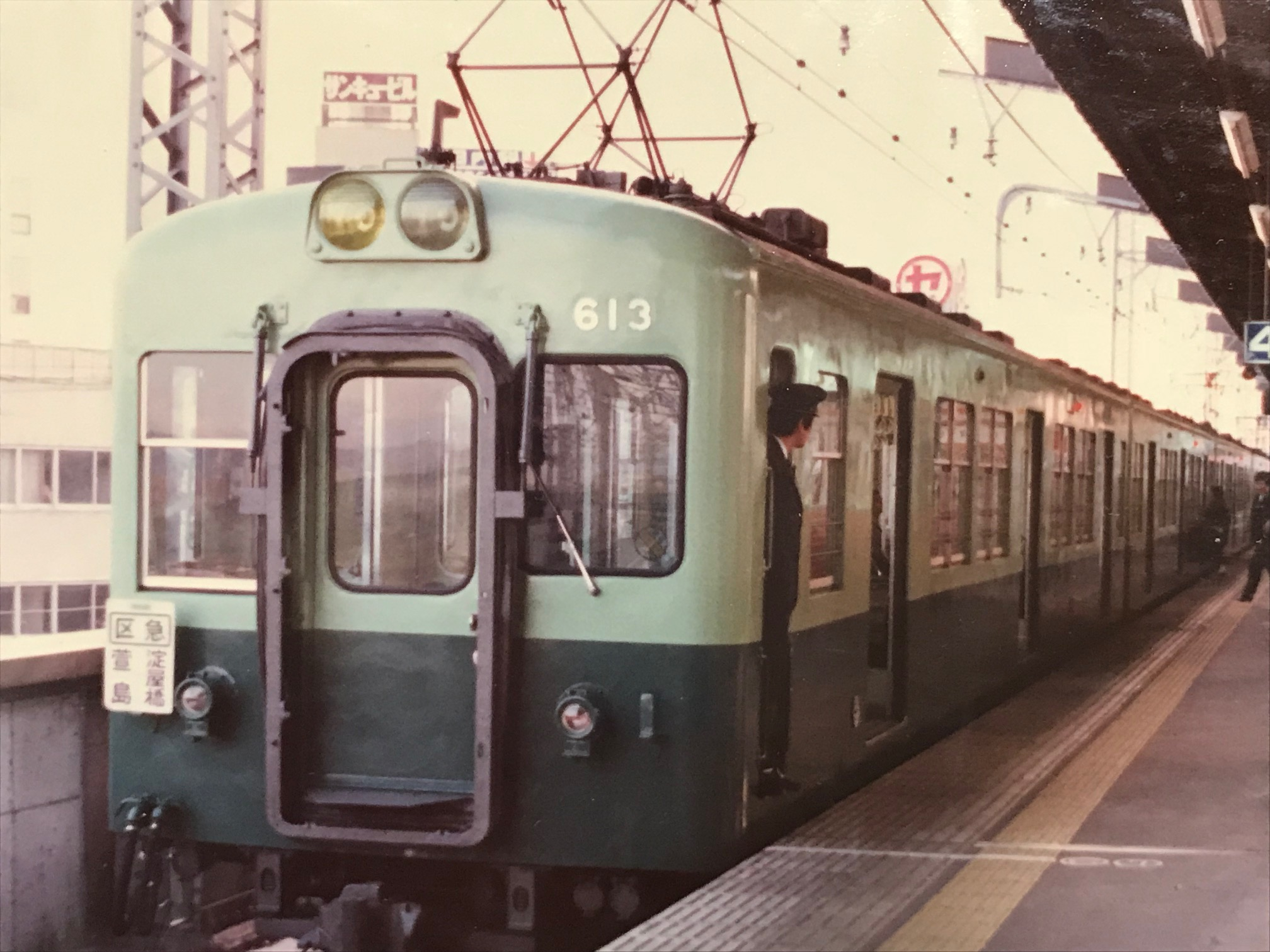
京阪600系の区間急行運用（ヘッドライトはウランガラスのガラスレンズのために黄緑色の色調であった）

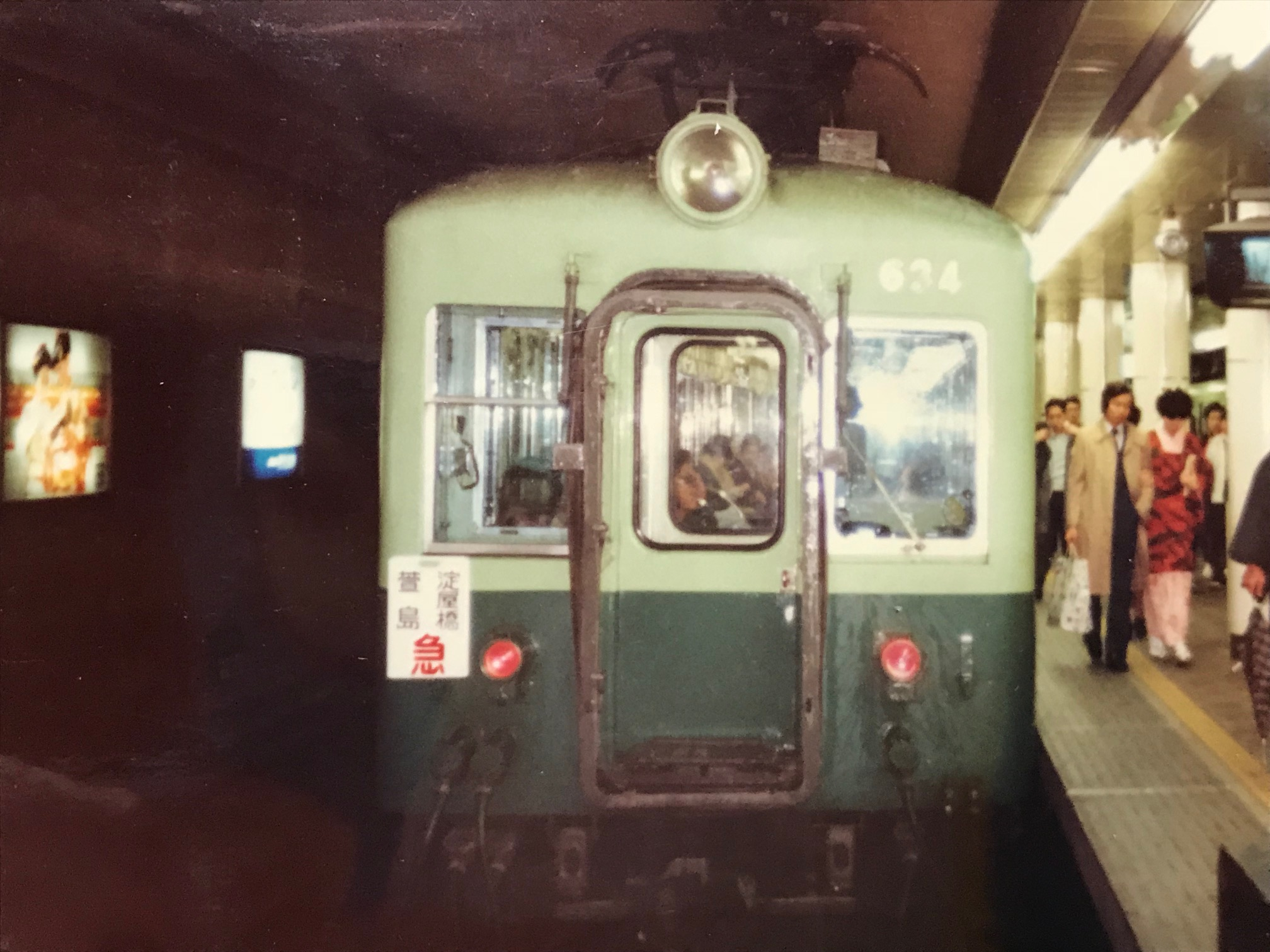
京阪600系630形の正面（区間急行旧標識板時代）

本系列の落成当時は既に後年の通勤形車両における設計の基本となった2000系が在籍していたにもかかわらず、裾絞りのない車体・2連ユニット窓で構成された側窓配置・他系列における両開扉よりも100 mm狭い1,200 mm幅の両開客用扉・扉枠一杯に広げられた大型の客用扉窓といった、1650型において採用されたデザインをほぼそのまま引き継ぐ形で設計・製造された。また、これらの特徴は本系列同様に旧型車の車体更新車として新製された700系 (2代)にも多少のアレンジを加えられつつ継承され、2000系に始まる卵型断面・1,300 mm幅の両開客用扉などの特徴を有するカルダン駆動車向けの車体とは全く異なるデザインが同時期に並存することとなった。
車体は1650型を基本とした18 m級の全金属製構体ながら、種車より流用する主要機器の都合上構体重量の抑制が求められたことから、構体内部の設計は全面的に見直され、更なる軽量化が推進された。すなわち構体にかかる荷重を外板部にも負担させる準張殻構造をより深度化するとともに、綿密な強度計算に基いて不要な梁の省略が徹底して行われた。こうして電動車化後の1650型（630型）と比較して1 tの軽量化を実現したが、この思い切った軽量設計は後年本系列の動向を大きく左右することとなった。
前述の通り、車体外観は概ね1650型のデザインを継承しているが、前面幕板部から屋根部にかけての曲面が2000系と同等の形状となり、若干角ばった印象を与えるものとなった。前照灯は白熱灯2灯式となり、前面中央上部に設置されたケースに収められた。前照灯ケース形状は小田急電鉄の通勤形電車のそれに酷似したものであり、本系列を特徴付ける部分の一つであった。そのヘッドライトのガラスレンズには旧型車同様のウランガラスが使用されていたために黄緑色の色調で点灯時も黄緑色がかった色調であった（片側だけ通常のガラスレンズに交換され、左右レンズの色調が異なる車両も存在した）。
標識灯は1650型と同様に取り付け式のものが左右幕板部に1灯ずつ設置された。その他、前面運転台側窓がHゴム固定支持となったほか、連結面形状は全車とも切妻形状とされた。
側面見付は、先頭車についてはd1D2・2D2・2D1（乗務員用扉：d、客用扉：D、各数値は側窓の枚数）の窓配置そのものに変化はないが、戸袋窓の省略ならびに内部設計変更に伴うウィンドウシルの廃止といった改良が施されたことに加えて、側窓寸法が1650型の800 mm幅に対して780mm幅と20 mm縮小され、各部吹き寄せ寸法も変更された。その結果、戸袋寸法に余裕が生じたことに伴って客用扉の引き残りが解消したほか、乗務員室の前後寸法が50 mm拡大され居住性向上が図られている。また、細部では客用扉の窓寸法がさらに拡大され、扉外部の手掛けが扉下方に移設されている。なお、本系列においては運転台を持たない中間車（電動車・付随車）が新製されたが、先頭車のような前後非対称構造ではなく、窓配置2D2・2D2・2D2の前後対称構造で設計された。先頭車と車体長を統一するという制約の中でそのような窓配置を実現するため、連結面寄りの2連ユニット窓がいずれも725 mm幅に縮小されたほか、戸袋寸法をわずかに縮小するなど各部寸法が先頭車とは異なる。
車内の仕様は概ね1650型に準じており、車内壁部が塗装仕上げからアルミデコラ板仕上げに変更される等の小改良が加えられたに留まる。車内照明（蛍光灯）も1650型同様に大天井中央部へ一列配置で設置されたほか、座席肘掛も化粧板を省略しパイプのみで構成されたものとされ、2000系とは仕様が異なる。カラースキームは壁面デコラが薄緑色、シートモケットが緑、床面ロンリュームが濃緑と緑系で統一され、1650型に始まる通勤形車両の標準仕様を踏襲した。
車内送風機は扇風機が採用され、屋根上通風器は大型押込型のものが1両当たり5 - 7個（制御電動車600型は5個、中間電動車680型は6個、中間付随車650型は7個）、一列配置で搭載された。
600型の前頭部（前照灯上部）には、灯具交換の際の滑落防止を目的とした「砂地処理」が施されていた。
なお、制御電動車630型として本系列に編入された元1650型については、編入に際して車体には一切手を加えられなかったことから、ウィンドウシルや側面戸袋窓の存在を始めとして、前照灯や前面形状および屋根上通風器や客用扉形状などに当初より本系列として落成した車両との相違点を有し、両者は容易に判別可能であった。

## 主要機器
種車となった600型・700型ならびに元貴賓車の16型より流用されたものを搭載しているが、本系列への搭載に際しては複雑な振り替えが実施されているため、名義上の種車と機器流用元が異なる車両も多く存在する。
また、本系列の新製に際しては600型22両が更新名義で落成した他は、全車とも代替新製名義で落成しており、名義上の種車となった車両の除籍日と同日に竣功扱いとする手続きが取られている。なお、630型については1650型当時の車籍をそのまま継承し、改造・編入扱いとされている。
| 形式       | 車番                | 機器流用元              | 台車流用元                 | 名義上の種車                                       | 名義     |
| 600型 (Mc) | 601 - 606 611 - 626 | 601 - 606 611 - 626     | 601 - 606 611 - 626        | 601 - 606 611 - 626                                | 更新     |
| 630型 (Mc) | 631 - 635           | 608 - 610 629・630      | 706・709・707 710・708     | 1651 - 1655                                        | 改造     |
| 630型 (Mc) | 636 - 640           | 701 - 705               | 701 - 705                  | 1656 - 1660                                        | 改造     |
| 680型 (M)  | 681 - 685           | 607・627・628 706 - 709 | 607・627 - 630             | 607・627・628 707・708                             | 代替新製 |
| 650型 (T)  | 651 - 664           | ‾                       | 1651 - 1660 608 - 610 1508 | 608・629・630 609・610 701 - 705 710・706・709・16 | 代替新製 |

### 主制御器
電動カム軸式の東洋電機製造製ES-155-Aを各電動車に搭載する。種車に搭載されていた当時は直並列制御を行うのみであったが、本系列への搭載に際して界磁接触器を追加し弱め界磁制御を可能とした。

### 主電動機
東洋電機製造製TDK-517/2D直巻整流子電動機を電動車1両当たり4基搭載し、駆動方式は吊り掛け式である。同主電動機は種車が搭載したTDK-517-A主電動機の外枠のみを流用して内部を新製し、一時間定格出力が改造以前の72 kW（端子電圧600 V時）に対して90 kW（端子電圧600 V時）と25 %向上した。旧706 - 709が搭載したTDK-553-2BH主電動機についても特性統一目的で内部更新が実施され、改造後は型番変更によりTDK-517/2Dに統合されている。歯車比は出力向上に伴って従来の62:27 (2.30) から66:23 (2.87) に変更された。
種車のうち旧706 - 710は主電動機を1両当たり2基搭載していたことから、本系列への更新に際しては旧706 - 709が搭載した主電動機については2両分の主電動機を1両に統合して680型684・685に搭載し、旧710が搭載した主電動機は予備品として確保された。
また、630型については搭載する主電動機は同一ながら、車輪径の相違から歯車比が67:22（3.045）とわずかに変更された。

### 集電装置
東洋電機製造製PT-42系菱形パンタグラフを各電動車に1基搭載する。搭載位置は各車の大阪寄りであるが、京都向き先頭車である600型・630型奇数車のみは京都寄り（運転台寄り）に搭載した。

### 台車
旧600型が装着した住友製鋼所ST-31鋳鋼組立形釣り合い梁式台車（軸距1,981 mm、車輪径864 mm）については、本系列への装着に際して釣り合い梁を原形の弓形からU形に交換するとともに、釣り合い梁ばねを2連ばね構造からシングルばね構造に改造し、同時に枕ばねのコイルばね化が施工された。しかし、本系列の初回落成車である613・614において高速走行時の大きなローリング発生が問題となったことから、以降の落成車については揺動抑止を目的として揺れ枕へオイルダンパーを追加する改造が実施され、型番がST-Aと改称された。613・614の装着する台車についても間もなく同様の改造が実施されている。なお、軸受のコロ軸受（ローラーベアリング）化については全台車には普及せず、原形の平軸受（プレーンベアリング）のまま本系列へ装着されたものも存在する。
旧700型が装着した日本車輌製造NS84-35（軸距2,130 mm、車輪径914 mm）についても同様に枕ばねのオイルダンパー併用コイルばね化が実施されたほか、こちらは全台車に対して軸受のコロ軸受化が施工され、NS-Aと型番が改称されている。
なお、631 - 635は電動車化に際して旧608 - 610・629・630の主要機器を流用したことから落成当初は住友ST-Aを装着したが、684・685・661 - 663の新製に際して旧706 - 710の日車NS-Aに交換した。この結果、600型・680型の台車は軸距1,981 mm、車輪径860 mmの住友ST-Aで、630型の台車は軸距2,130 mm、車輪径914 mmの日車NS-Aでそれぞれ統一された。
付随車650型については651 - 655が631 - 635（元1651 - 1655）の電動車化に伴って余剰となったシンドラー式の汽車製造KS-15（軸距2,100 mm、車輪径860 mm）を、656 - 660が同じく636 - 640（元1656 - 1660）の電動車化に伴って余剰となったアルストムリンク式の住友金属工業FS-310（軸距2,100 mm、車輪径860 mm）を改造したFS-310Bをそれぞれ装着する。661 - 663は前述631 - 633より転用した住友ST-Aを付随台車化したST-ATを装着し、664については16号型が装着した日車NS84-35を1500型(2代)1508へ転用し、同車から発生した車輪径864 mm仕様の住友ST-3をST-ATへ改造の上で装着した。
なお、旧700型由来の914 mm（3フィート）径車輪を使用する630型を除く各形式については、旧600型由来で高性能車と共通寸法の860 mm径車輪を使用している。このため、前述したように630型については、主電動機が他と同一であることから歯車比を変えて定格速度が他型式と変わらないようにすることで、走行性能を他形式と揃えている。

### 制動装置
種車同様のWABCO系自動空気ブレーキながら、長大編成対応を目的として動作弁を種車のM三動弁から日本エヤーブレーキ（現・ナブテスコ）製のA弁へ交換し、さらに中継弁を付加したARブレーキ（AMAR / ATAR）を採用した。制動筒（ブレーキシリンダー）を車体側に搭載し、制動引棒（ブレーキロッド）によって前後台車計4軸の制動を動作させるという種車同様の古典的な基礎ブレーキ装置が踏襲されている。

### その他
電動発電機 (MG) は東洋電機製造TDK-356系（出力3.5 kVA）を、電動空気圧縮機 (CP) は日本エヤーブレーキ製DH-25を、600型・680型に各1基搭載した。

## 沿革
前述のように制御電動車600型は従来車の更新名義で落成しており、車両番号（車番）も更新以前のものを引き継いだことから一部に空番が生じていたが、本系列全車が出揃った後の1964年（昭和39年）から翌1965年（昭和40年）にかけて623 - 626を607 - 610へ改番し、空番を解消した。また、同時期には長大編成組成時における制動操作応答性の向上と作用タイミング均等化を目的として全車の制動装置に電磁吐出弁を追加し、AR-L（AMAR-L / ATAR-L）自動空気ブレーキに改造された。その他、装備面では1967年（昭和42年）以降ATSを順次整備したほか、1970年代以降に側面種別表示幕の新設ならびに列車無線装置の設置が実施されている。また、前頭部の砂地処理は1970年代に取りやめられた。
本系列は制御電動車が計32両であるのに対し、中間電動車5両・中間付随車14両と先頭車の比率が高かったことから、更なる長大編成化対策として1973年（昭和48年）に637 - 640の4両が運転台を撤去され、680型686 - 689と改称・改番された。中間車化に際しては運転台機器を撤去した程度の小改造に留まったことから、外観上は先頭車として運用されていた当時と変化はなかった。さらに1978年（昭和53年）には、700系 (2代)の1000系 (3代)への改造に際して、改造対象から外れた中間電動車780型781・799の2両が680型690・691と改称・改番の上で本系列へ編入されたため、本系列は計53両の陣容となった。またその700系 (2代)→1000系 (3代)への改造により発生した700系 (2代)のKST-18台車が本系列の付随車650型651 - 655に転用され振り替えられ、発生したKS-15台車は1700系のメンテナンスが煩雑であり保守上問題となっていたMD7台車の全数淘汰のために玉突きで同系列に転用され、本系列からKS-15台車搭載車は消滅した。
更新により本格的な通勤形電車として生まれ変わった本系列は、本線・支線を問わず、急行から普通まで幅広く充当され、時には奈良電気鉄道→近鉄京都線への乗り入れにも使用された。特に複々線区間のA線を走行する急行運用ならびにラッシュ時の準急運用においては、後発特急から逃げ切るために、MT比を5:2とした上で複々線区間のほぼ全区間においてフルノッチで走行するという、低出力の吊り掛け駆動車としては極限に近い運転が実施された。
編成バリエーションは基本7連。支線用として4連が運用されていたが、組み換えや700系からの中間車編入などで時代により組成内容が異なっている。
特に1977年より始まった700系 (2代)の1500V昇圧による1000系改造の際には改造前で余剰になった700系のうち、700-750-780（780は中間車）に600系の4連を接続させた7連で運行された時期もあった。運用末期にも電動車比率MTを調整すべく600系の編成内に1300系T車（1351号車）を、逆に1300系に600系M車（旧1650形の686号車）を組み込んだ編成が存在した。前者600系は7連（後述の樟葉→淀屋橋の片道急行にも充当実績あり）、後者は1300系4連であった。
昇圧前の運用は4連は本線、交野線、宇治線での普通運用と夕方ラッシュ時の宇治線直通急行にも充当（1300系、1900系と共通運用）された他、7連は本線普通とラッシュ時の区間急行と一部の準急の他、朝ラッシュ時に片道運転されていた樟葉→淀屋橋の急行にも充当されていた（何れも1900系との共通運用で必ずしも600系が運用されるとは限らなかった）。また昇圧直前の1982年秋にはダイヤの乱れにより片道ながら淀屋橋→三条の特急に急遽充当された実績があり該当車両は特急鳩マーク取付台座が幸い残された編成であったために特急鳩マーク付きで運用されている。

### 終焉
1974年（昭和49年）、京阪線の架線電圧を直流600 Vから直流1,500 Vに昇圧することが正式に決定された。これに際して、旧型の主要機器を搭載する本系列はそのままでは昇圧対応が不可能であったが、本系列は軽量化を徹底した構体設計ゆえに構体が脆弱で屋根上への冷房装置搭載に耐えられず、冷房化改造を伴う更新を行うことが不可能であった。
このため、本来は昇圧と同時に全車廃車となる予定であったが、導入が予定されていた新車だけでは昇圧後の車両数に不足が生じることから、暫定的に本系列の車体と1800系 (初代)の主要機器を組み合わせた非冷房の昇圧対応車両を製作することになり、1982年（昭和58年）から翌1983年（昭和58年）にかけて、630型631 - 636・680型684 - 685・650型656 - 661の計14両が1800系 (2代)へ改造された。なお、先頭車は全車とも相対的に高い車体強度を有する630型から選定され、600型は改造対象に含まれなかった。
残る39両については、1983年（昭和58年）12月4日に実施された京阪線の架線電圧昇圧と同時に全車廃車となった。比較的車齢の若い本系列は除籍後も淀車庫の留置線にしばらく留置されていたが、結局元700系 (2代)の編入車を含め全車とも解体処分された。前述の通り601 - 622は旧600型の車籍を継承していたため、書類上は京阪に在籍する最後の戦前製車両であった。
また、この600系の廃車留置先である淀車庫への送り込みの関係で昇圧前日の1983年（昭和58年）12月3日には車両運用を調整し、淀屋橋発三条行きの最終急行を含む1.5往復の急行に充当された。
なお、本系列が装着した住友ST-A台車のうち、1両分2台が高松琴平電気鉄道へ譲渡された。ただし、保守上同台車のオイルダンパーの位置が不都合を来たしたことから、実際の使用に当たっては枕ばね部を重ね板ばねに改造されている。